# Serse Cosmi
Serse Cosmi (* 5. Mai 1958 in Perugia, Italien) ist ein italienischer Fußballtrainer.

## Karriere
Cosmis Karriere begann 1990 als Amateurtrainer von Pontevecchio, einem kleinen Team aus Ponte San Giovanni (in der Nähe Perugias). Innerhalb von fünf Jahren brachte er das Team aus der Prima Categoria (viertniedrigste Amateurliga Italiens) in die Serie D, der höchsten Amateurliga. Danach trainierte er den AC Arezzo, mit dem er innerhalb von fünf weiteren, sehr erfolgreichen Jahren aus der Serie D in die Serie C1 aufstieg.
Nach Beobachtungen Luciano Gauccis im Jahre 2000 wurde Cosmi Cheftrainer des Erstligisten AC Perugia. Dort war er vier Jahre lang Trainer, gewann sogar den UEFA-Intertoto-Cup. 2004 verließ er den Club nach einem Abstieg in die Serie B in Richtung Genua, ebenfalls Serie B, mit dem klaren Ziel des Aufstiegs. Nachdem er den Meistertitel 2004/05 errungen hatte, verließ er den Club nach Dissonanzen mit dem Vereinsvorsitzenden Enrico Preziosi. Allerdings musste danach der Club wegen Betrugsvorwürfen den Zwangsabstieg hinnehmen.
Am 23. Juni 2005 wurde Cosmi als Nachfolger von Luciano Spalletti Cheftrainer von Udinese Calcio. Spalletti qualifizierte sich in der Vorsaison mit Udinese für die UEFA Champions League.
Nach einem enttäuschenden zwölften Platz in der Serie A und dem Ausscheiden aus der Champions League wurde Cosmi am 10. Februar 2006 entlassen und von Loris Dominissini und Udineses argentinischem Profi Roberto Néstor Sensini beerbt.
Seit 28. Februar 2007 betreute Serse Cosmi den lombardischen Klub Brescia Calcio in der Serie B, der zweiten italienischen Liga.
Unter seiner Leitung erreichte Brescia in der Saison 2007/08 die Play-offs um den Aufstieg in die Serie A. Dort scheiterte man allerdings an UC AlbinoLeffe.
Im Oktober 2009 verließ er Brescia, um die AS Livorno zu coachen. Am 5. April 2010 wurde Cosmi als Trainer des Vereins entlassen.
Im Februar 2011 wurde Cosmi nach einer 0:7-Klatsche von US Palermo gegen Udinese Calcio Nachfolger des entlassenen Cheftrainers Delio Rossi, dieser kehrte jedoch bereits im April desselben Jahres zurück.
Nach einem schlechten Saisonstart entließ der US Lecce Anfang Dezember 2011 seinen Trainer Eusebio Di Francesco. Als Nachfolger des damaligen Tabellenletzten wurde Serse Cosmi noch am gleichen Tag vorgestellt. Nach seiner Amtsübernahme verließ Lecce mit Cosmi den letzten Tabellenplatz und erreichte einige akzeptable Ergebnisse, etwa ein 1:0 beim AC Florenz am achtzehnten Spieltag oder ein 1:0 gegen Inter Mailand am zwanzigsten Spieltag. Dennoch reichte es am Ende der Spielzeit nicht zum Klassenerhalt. Die Wege von Serse Cosmi und der US Lecce trennten sich im Juni 2012.
Ende Juni 2012 wurde Serse Cosmi als neuer Trainer beim Erstligisten AC Siena vorgestellt. Er wurde in Siena Nachfolger von Giuseppe Sannino, der den Verein im Vorjahr mit Rang vierzehn zum sicheren Klassenerhalt geführt hatte und daraufhin neuer Coach beim US Palermo wurde.
Am 24. Februar 2014 wurde Cosmi zum neuen Cheftrainer beim italienischen Zweitligisten Delfino Pescara 1936 als Nachfolger von Giuseppe Sannino ernannt. Am Ende der Saison verließ Cosmi Pescara wieder.
Am 11. März 2015 wurde bekannt, dass Cosmi neuer Trainer bei Trapani Calcio als Nachfolger von Roberto Boscaglia wird. Am 28. November 2016 wurde er dort wieder entlassen, wobei die Mannschaft den letzten Tabellenplatz belegte und sechs Punkte Abstand zum Relegationsplatz hatte. Zuvor hatte er Trapani Calcio bis in die Playoffs geführt, wobei die Mannschaft erst im letzten, entscheidenden Spiel gegen Delfino Pescara 1936 – ausgetragen als Hin- und Rückspiel – verloren hatte und den historischen Aufstieg in die Serie A knapp verpasste. Unter Cosmi spielte Trapani Calcio die beste Saison der Vereinsgeschichte.
Im Dezember 2017 wurde er Trainer des Ascoli Picchio FC 1898.
Nach einer kurzen Amtszeit bei Venezia (2019) und Perugia (2020) in der Serie B wurde er im März 2021 Trainer des abstiegsgefährdeten italienischen Erstligisten FC Crotone. Obwohl Crotone unter Cosmi wiedererstarkte, konnte der Klassenerhalt nicht erreicht werden. Nach der 0:2-Niederlage am 1. Mai 2021 gegen Inter Mailand stand der Abstieg bereits am 34. Spieltag rechnerisch fest.
Am 4. September 2022 wurde er Trainer bei HNK Rijeka. Am 13. November 2022 wurde er dort wegen Erfolglosigkeit wieder entlassen.